# Lemanskiit
Lemanskiit – bardzo rzadki minerał klasy arsenianów.

## Właściwości
Krystalizuje w układzie jednokośnym lub tetragonalnym. Wykształca kryształy o pokroju cienkotabliczkowy, blaszkowym występujących w skupieniach rozetowych lub igiełkowym. Jest minerałem przeświecającym i kruchym. Posiada błękitną rysę oraz szklisty połysk. 

## Występowanie
Występuje w utlenionych strefach złóż złota bogatych w enargit, w suchym  środowisku. Także jako minerał wtórny w postaci żył w złotonośnych żyłach kwarcowych złóż hydrotermalnych. Towarzyszą mu najczęściej lammeryt, konichalcyt, malachit, azuryt i oliwenit.

## Miejsce występowania
Jego typową lokalizacją występowania jest Chile (Antofagasta). Spotykany także w Grecji (Attyka), Boliwii, Iranie oraz Hiszpanii.

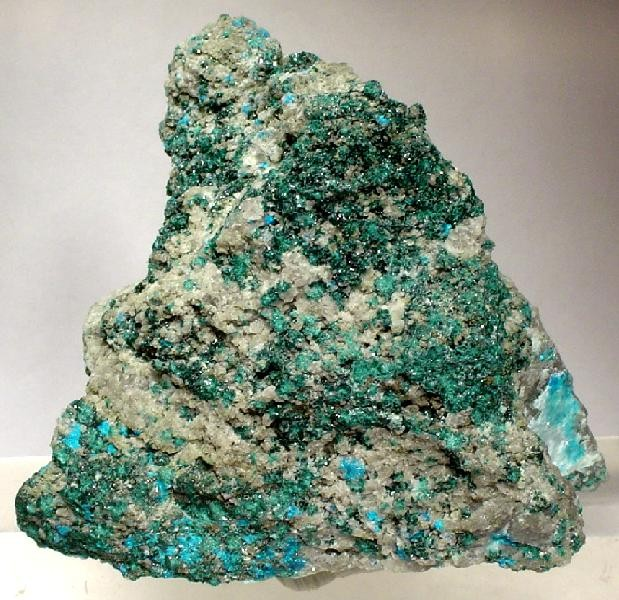
w towarzystwie lammerytu